# Kaijatsaari (ö i Södra Karelen, Villmanstrand, lat 61,00, long 27,74)
Kaijatsaari är en ö i Finland. Den ligger i sjön Kivijärvi och i kommunerna Klemis och Luumäki och landskapet Södra Karelen, i den södra delen av landet, 180 km nordost om huvudstaden Helsingfors. Öns area är 6,9 hektar och dess största längd är 0,5 kilometer i sydöst-nordvästlig riktning.